# Berengar von Zastrow
Berengar Moritz von Zastrow (* 7. Juni 1876 in Nieder-Heidersdorf, heute Ortsteil von Platerówka; † 6. April 1951 in Wilfingen) war ein deutscher Kolonialbeamter und Rittergutsbesitzer.

## Leben und Tätigkeit
Zastrow war Sohn des Besitzers der Güter Nieder-Heidersdorf und Hartha im Kreis Lauban in Schlesien. Nach dem Besuch von Schulen in Berlin, Ilfeld und Stettin studierte er Rechtswissenschaften in Heidelberg, Berlin und Leipzig. Im Jahre 1908 bestand er die erste juristische Staatsprüfung. Es folgte der juristische Vorbereitungsdienst und die Große juristische Staatsprüfung. Anschließend trat er in die Kolonialabteilung des Auswärtigen Amtes ein. Seit 1907 war er beim Gouverneur von Deutsch-Südwestafrika tätig. Von 1910 bis 1915 amtierte Zastrow als Bezirksamtmann in Grootfontein in Deutsch-Südwestafrika. Nach dem Ersten Weltkrieg kehrte er nach Deutschland zurück. Er erhielt die Bezeichnung eines Geheimen Regierungsrates und widmete sich fortan der Bewirtschaftung des Gutes Hartha bei Greiffenberg in Schlesien. Er war stellvertretender Vorsitzender des Reichsbundes landwirtschaftlicher Verpächter und Grundeigentümer, als Vertreter des Johanniter-Ordens Mitglied im Kuratorium der Evangelischen Jerusalem-Stiftung und Mitglied des Deutschen Herrenklubs. 
Zastrow wurde 1944 von der SS verhaftet und am 25. April 1945 befreit.

## Schriften
- Deutschland braucht Kolonien! Unter Mitwirkung hervorragender kolonialfachmänner, Berlin 1925 (zusammen mit Regierungsrat Dannert)
- Südwestafrika. A. Die Herero [geordnet und bearbeitet von Berengar von Zastrow]. B. Die Nama, Bergdama und Namib-Buschleute [geordnet und bearbeitet von Max Schmidt]. C. Die Buschmänner [geordnet und bearbeitet von Berengar v. Zastrow und Heinrich Vedder], s. a. [ca. 1932].